# Le merle noir

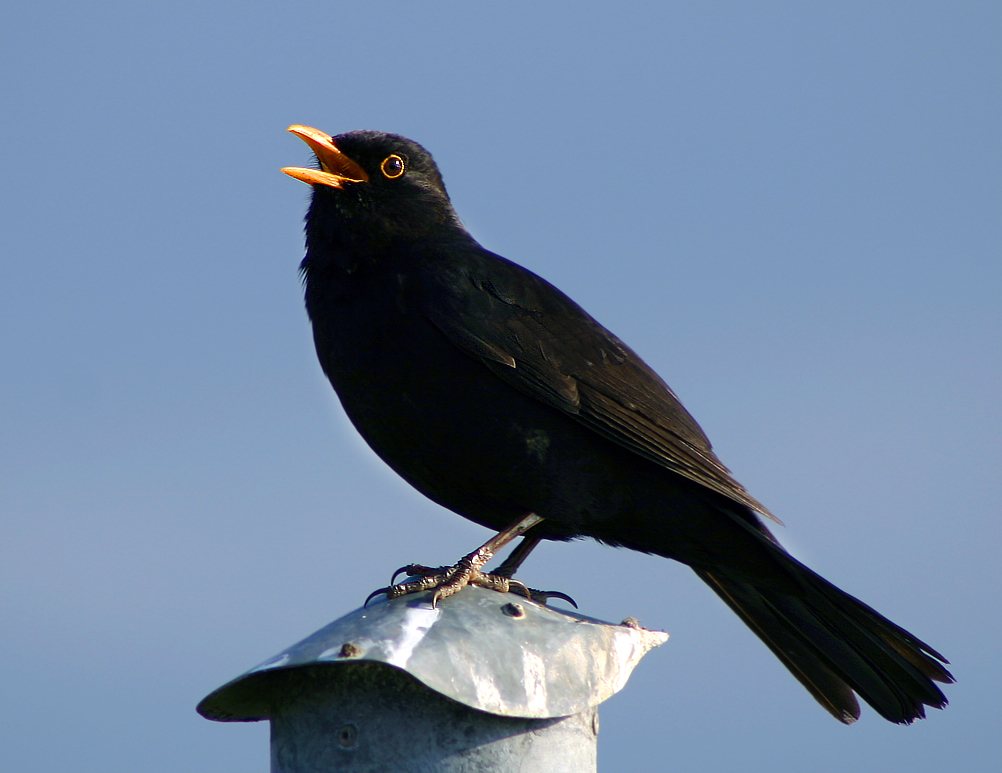
Merlo, Turdus merula

Le merle noir (in italiano Il merlo) è una composizione di musica da camera per flauto traverso e pianoforte del compositore francese Olivier Messiaen. All'autore venne chiesto di comporre un brano per testare abilità dei flautisti che desideravano accedere al conservatorio di Parigi, dove insegnava all'epoca. Si tratta della più breve opera del compositore: dura poco più di cinque minuti.
Messiaen era ornitologo, e più in particolare interessato al canto degli uccelli. Benché non si tratti della prima opera in cui utilizza trascrizioni di canti d'uccelli, il Le Merle noir è la prima ad essere basata integralmente su questo soggetto e prefigura molte opere successive nate dalla stessa ispirazione.